# Rejon biełoriecki
Rejon biełoriecki (ros. Белорецкий район) – jeden z 54 rejonów w Baszkirii. Stolicą regionu jest Biełorieck.
100% populacji stanowi ludność wiejska, ponieważ w regionie nie ma żadnego miasta.